# Norimoto Yoda
Norimoto Yoda (依田 紀基?, Yoda Norimoto; Iwamizawa, 11 febbraio 1966) è un giocatore di go giapponese.

## Biografia
Imparò il Go fin da giovanissimo e divenne allievo del 9º dan Takeo Ando. Divenne professionista ne 1980 e già pochi anni dopo riuscì a conseguire le prime vittorie in tornei minori (5 volte Shinjin-O e 2 volte Shin-Ei). Nel 1993 raggiunse il grado massimo di 9° dan e nel 1995 vinse per la prima volta un torneo di alto livello: lo Jūdan battendo 3-0 Hideo Otake nella finale.
Tra la fine degli anni 90 e l'inizio del nuovo millennio è stato uno dei giocatori più forti del panorama mondiale, vincendo 4 volte il torneo Meijin e 6 volte il Gosei.
Nel 2006 raggiunse il punto più alto della sua carriera, quando come capitano della squadra giapponese alla Nongshim Cup riuscì a portare per la prima volta nella storia il trofeo nel paese del Sol Levante.
Nel giugno 2017 ha conseguito la vittoria numero 1.100 della sua carriera professionistica, dodicesimo giocatore a riuscirci nella storia della Nihon Ki-in.

## Titoli
| Nazionali                             | Nazionali                        | Nazionali      |
| Torneo                                | Vittorie                         | Finalista      |
| ------------------------------------- | -------------------------------- | -------------- |
| Kisei                                 |                                  | 2 (1998, 2009) |
| Meijin                                | 4 (2000–2003)                    | 2 (1999, 2004) |
| Honinbo                               |                                  | 2 (2004, 2007) |
| Jūdan                                 | 2 (1995, 1996)                   | 1 (1997)       |
| Gosei                                 | 6 (1996–1998, 2003–2005)         | 1 (2006)       |
| Agon Cup                              | 1 (1997)                         | 1 (1996)       |
| NHK Cup                               | 5 (1991, 1993, 1998–2000)        | 1 (2005)       |
| Shinjin-O                             | 5 (1983, 1986, 1987, 1989, 1990) | 1 (1982)       |
| NEC Cup                               | 3 (1992, 1997, 2002)             | 2 (1988, 1989) |
| Daiwa Cup                             |                                  | 1 (2007)       |
| Kakusei                               | 1 (2002)                         | 1 (2001)       |
| Hayago Championship                   |                                  | 2 (1993, 1996) |
| Shin-Ei                               | 2 (1986, 1987)                   | 2 (1984, 1989) |
| NEC Shun-Ei                           | 1 (1986)                         | 2 (1988, 1989) |
| Igo Masters Cup                       | 1 (2018)                         |                |
| Totale                                | 31                               | 21             |
| Continentali                          |                                  |                |
| Japan-Korea rookie competition        | 1 (1991)                         |                |
| Asian TV Cup                          | 3 (1993, 1998, 1999)             |                |
| Teda Cup                              |                                  | 1 (2004)       |
| Totale                                | 4                                | 1              |
| Internazionali                        |                                  |                |
| Ing Cup                               |                                  | 1 (1996)       |
| Samsung Cup                           | 1 (1996)                         |                |
| Fujitsu Cup                           |                                  | 1 (2004)       |
| Tong Yang Cup                         |                                  | 1 (1994)       |
| Shinan Senior International Baduk Cup |                                  | 1 (2023)       |
| Totale                                | 1                                | 4              |
| Totale in carriera                    |                                  |                |
| Totale                                | 36                               | 26             |

## Nella cultura di massa
Nel manga Hikaru no go la partita giocata da Fujiwara-no-Sai e dal Meijin Koyo Toya, considerata la partita in cui viene raggiunta la perfezione del gioco, è basata sulla partita realmente giocata nel 1997 tra Norimoto Yoda (bianco) e Rin Kaiho (nero)